# Klippgrouper
Klippgrouper (Epinephelus adscensionis) är en art i familjen havsabborrfiskar som finns i Atlanten. 

## Utseende
Arten är en långsträckt fisk med stort huvud. Ryggfenan har 11 taggstrålar (av vilka den 4:e eller 5:e är längst), följda av 16 till 18 mjukstrålar. Huden mellan taggstrålarna är tydligt ingröpt. Analfenan har 3 taggstrålar och 8 mjukstrålar, medan de förhållandevis korta bröstfenorna har 18 till 20 mjukstrålar. Färgen är vanligtvis gulbrun till ljusgrön med rödbruna prickar och spridda, större, bleka fläckar. Vid ryggfenans bas har den i regel 3 till 5 mörka markeringar, och stjärtfenans spole har oftast en svartbrun fläck på ovansidan. Stjärtfenans bakkant har en rad mörkbruna prickar. Små ungfiskar har färre, men större, fläckar. Som mest kan arten bli 61 cm lång och väga 4,08 kg, men blir vanligen inte mycket längre än 35 cm.

## Vanor
Klippgroupern är en skygg, vanligtvis ensamlevande fisk som gärna uppehåller sig vid klipprev, vanligtvis på relativt grunt vatten (ner till 15 m), även om den kan gå ner till 120 m. Födan består till omkring 67% av krabbor, 20% av fisk. Vid Ascension har man kunnat konstatera att den tar tryckarfisk (Melichthys niger) och unga havssköldpaddor.

### Fortplantning
Undersökningar vid Ascension har troliggjort att arten är en hermafrodit med könsväxling, som börjar sitt liv som hona, för att senare byta kön till hane. Dessa förefaller dominera mindre flockar av honor i samband med parningsleken (maj till juni), men det undersökta materialet var för litet för att möjliggöra några säkra slutsatser. I undersökningen blev honorna könsmogna vid omkring 4 års ålder och en längd av 35 cm.

## Betydelse för människan
Klippgroupern anses vara en god matfisk och är föremål för ett betydande kommersiellt fiske runt Ascension och Sankta Helena, där den tas med rev på spö, med fällor och ljuster. Ett visst sport- och yrkesfiske förekommer även i västra Atlanten.

## Status
IUCN klassificerar klippgrouper som livskraftig ("LC"), på grund av dess vida utbredning och höga individantal. Populationen minskar emellertid, och IUCN anger överfiske som ett potentiellt hot, åtminstone vid Ascension och Sankta Helena .

## Utbredning
I västra Atlanten finns arten sparsamt från Massachusetts, South Carolina, Georgia och Florida i USA, över Bermuda, Mexikanska golfen och Västindien till södra Brasilien. I östra Atlanten finns den framför allt vid Ascension och Sankta Helena. Den har även iakttagits vid Azorerna och São Tomé i Guineabukten. Det finns också tveksamma uppgifter från Kanarieöarna, Kap Verde och Sydafrika.